# 미쓰오카 자동차

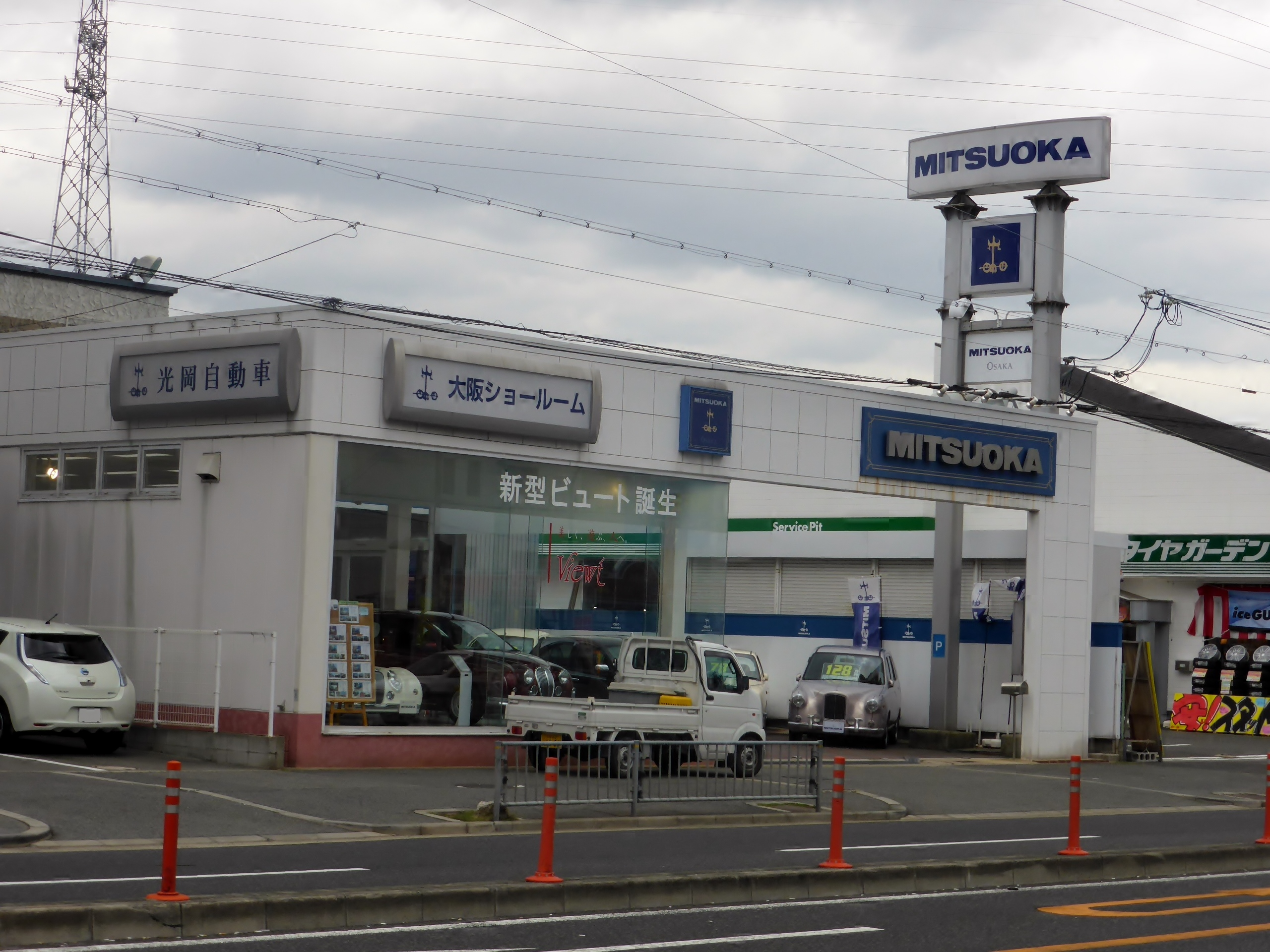

미쓰오카(Mitsuoka,  문화어: 미쯔오까)는 1968년 2월에 설립된 르노-닛산 얼라이언스 산하의 자동차 회사이다. 주로 기존 차량을  클래식풍 디자인으로 차를 만드는 것이 특징이다.

### 생산 차량
- 뷰트 (소형차)
- 류기 (준중형차)
- 가류 (중형차)
- 히미코 (스포츠카)
- 버디 (준중형 SUV)

### 단종 차량
- 레이 (경차)
- 라이크 (경차)
- 유가 (소형차)
- 료가 (준중형차)
- 누에라 (중형차)
- 오로치 (스포츠카)
- 록스타 (스포츠카)
- 라세드 (그랜드 투어러)